# Vuelta al Mundo Maya 2012

Del 18 al 25 de noviembre de 2012 se realizará la primera Vuelta al Mundo Maya, siendo organizada por la Federación Guatemalteca de Ciclismo. Pertenecerá al UCI America Tour 2012-2013 encuadrada en la categoría 2.2 (3.ª categoría de competencias en rutas por etapas). Constará de 8 etapas que recorrerán oriente y centro de Guatemala, las cuales serán juzgadas por 3 comisarios internacionales y un equipo de 9 comisarios nacionales.
“En el año del inicio de una nueva era, según la cosmovisión de los mayas, asumimos el reto de realizar por primera vez la Vuelta al Mundo Maya, con la misma calidad y estándares de nuestra Vuelta a Guatemala que a lo largo de más de medio siglo ha ganado prestigio y reconocimiento internacional”, manifestó el presidente de la FGC.
Los homenajeados en cada una de las etapas correspondieron a destacados deportistas guatemaltecos que han puesto en alto en nombre de Guatemala en los pasados Juegos Panamericanos de Guadalajara y Juegos Olímpicos de Londres. Durante la conferencia de presentación de la competencia fue presentado un documento audiovisual en el que se evocó el cambio de era Maya (Finalización del 13 Baktun en el calendario Maya).

## Participantes
La Vuelta al Mundo Maya, contará con corredores de renombre, como los colombianos Ramiro Rincón y Giovanni Manuel Báez, quienes fueron campeones en las Vueltas a Guatemala de 2010 y 2012, respectivamente. El mexicano Carlos López ganó en el 2007. Rincón y Báez llegan con el equipo EPM-UNE, que de acuerdo a su prestigio viene a dar batalla al resto de extranjeros, así como a las unidades guatemaltecas.
El equipo Movistar, de Colombia; el Canel’s-Turbo, de México, y Coopenae Economy Gallo Bikes, de Costa Rica, confirmaron su asistencia, sin embargo la selección nacional de República Dominicana canceló su participación en dicha justa deportiva argumentando que por las inclemencias del tiempo sus ciclistas no tuvieron la preparación necesaria y al mismo tiempo el nivel físico necesario para competir en una vuelta de gran nivel.
El equipo mexicano Empacadora de San Marcos, será el quinto equipo extranjero que tendrá participación en la primera edición de la Vuelta al Mundo Maya, un equipo que ha tenido participación en 50 edición Vuelta a Guatemala. Para esta edición el equipo contará con los corredores Edmundo Robledo Gomez y Uriel Chávez Velazquez que ya tuvieron participación en la 50 edición a Guatemala y Luis Álvarez Ayala actual campeón Nacional Mexicano.
| - Hino-Pizza Hut-Eurobikes - Insta-Cofi de Café Quetzal - Asociación Departamental de ciclismo de Chimaltenango - Cable DX-Decorabaños - Selección de Guatemala sub-23 | - EPM-UNE - Movistar Team Continental - Canel's Turbo - Empacadora San Marcos - Coopenae Economy Gallo Bikes |

## Maillots de líder
El líder de la clasificación general se lo distingue con un maillot amarillo.
El líder de la clasificación de la montaña lleva un maillot blanco con lunares Rojos.
El líder de la clasificación de metas volantes lleva un maillot azul.
El líder de la clasificación para menores de 23 años (sub-23) lleva un maillot blanco.
El mejor guatemalteco de la clasificación general individual lleva un maillot azul.

## Etapas
| Etapa | Fecha           | Recorrido                                                  | km      | Ganador           | Líder           |
| 1.ª   | 18 de noviembre | Ciudad de Guatemala                                        | 4 (CRI) | Gregory Brenes    | Gregory Brenes  |
| 2.ª   | 19 de noviembre | Ciudad de Guatemala-Zacapa                                 | 143.5   | Byron Guamá       | Gregory Brenes  |
| 3.ª   | 20 de noviembre | Zacapa-Puerto Barrios                                      | 173     | Alejandro Serna   | Alejandro Serna |
| 4.ª   | 21 de noviembre | Puerto Barrios-Teculután                                   | 177     | Alejandro Padilla | Róbigzon Oyola  |
| 5.ª   | 22 de noviembre | Teculután-Esquipulas                                       | 103.5   | Giovanni Báez     | Giovanni Báez   |
| 6.ª   | 23 de noviembre | Chiquimula-Ciudad de Guatemala                             | 162.5   | Freddy Montaña    | Giovanni Báez   |
| 7.ª   | 24 de noviembre | San Lucas Sacatepéquez-Los Encuentros-Tecpán               | 139     | Marvin Angarita   | Giovanni Báez   |
| 8.ª   | 25 de noviembre | Ciudad de Guatemala Circuito Anillo Periférico (6 vueltas) | 106     | Marvin Angarita   | Giovanni Báez   |

## Clasificaciones finales
| Abreviaturas: P., puesto; Nac., nacionalidad; Difer., diferencia de tiempo con respecto al primero. |

|  |

| Clasificación general individual |      |  |                       |                                                       |          |  |        |  |
|                                  | P.   |  | Nac. Ciclista         | Equipo                                                | Tiempo   |  | Difer. |  |
|                                  |      |  | Giovanni Báez         | EPM-UNE                                               | 24:25:52 |  |        |  |
|                                  | 2.°  |  | Alejandro Serna       | Movistar Team Continental                             | 24:26:10 |  | 00:18  |  |
|                                  |      |  | Freddy Piamonte       | EPM-UNE                                               | 24:26:17 |  | 00:25  |  |
|                                  | 4.°  |  | Freddy Montaña        | Movistar Team Continental                             | 24:26:25 |  | 00:33  |  |
|                                  | 5.°  |  | Gregory Brenes        | Movistar Team Continental                             | 24:26:42 |  | 00:50  |  |
|                                  |      |  | Eduar Beltrán         | EPM-UNE                                               | 24:27:10 |  | 01:18  |  |
|                                  | 7.°  |  | Marconi Duran         | Coopenae Economy Gallo Bikes                          | 24:27:22 |  | 01:30  |  |
|                                  | 8.°  |  | Ramiro Rincón         | EPM-UNE                                               | 24:27:33 |  | 01:41  |  |
|                                  | 9.°  |  | Carlos López          | Canel's Turbo                                         | 24:28:04 |  | 02:12  |  |
|                                  |      |  | Luis Danilo Marroquin | Insta-Cofi de Café Quetzal                            | 24:28:08 |  | 02:16  |  |
|                                  | 11.° |  | Alder Torres          | Insta-Cofi de Café Quetzal                            | 24:28:36 |  | 02:44  |  |
|                                  | 12.° |  | Hosman Chicol         | Asociación Departamental de ciclismo de Chimaltenango | 24:29:03 |  | 03:11  |  |
|                                  | 13.° |  | Julián Yac            | Insta-Cofi de Café Quetzal                            | 24:29:34 |  | 03:42  |  |
|                                  | 14.° |  | José Ramón Aguirre    | Canel's Turbo                                         | 24:30:24 |  | 04:32  |  |
|                                  | 15.° |  | Byron Guamá           | Movistar Team Continental                             | 24:30:58 |  | 05:06  |  |
|                                  | 16.° |  | Manuel Rodas          | Cable DX-Decorabaños                                  | 24:36:41 |  | 10:49  |  |
|                                  | 17.° |  | Luis Santizo          | Hino-Pizza Hut-Eurobikes                              | 24:40:36 |  | 14:44  |  |
|                                  | 18.° |  | Mauricio Ortega       | EPM-UNE                                               | 24:41:49 |  | 15:57  |  |
|                                  | 19.° |  | Omar Mendoza          | Movistar Team Continental                             | 24:41:57 |  | 16:05  |  |
|                                  | 20.° |  | Luis Álvarez          | Empacadora San Marcos                                 | 24:43:46 |  | 17:54  |  |
|                                  | 21.° |  | Marvin Angarita       | Movistar Team Continental                             | 24:44:52 |  | 19:00  |  |
|                                  | 22.° |  | Julio César Benítez   | Empacadora San Marcos                                 | 24:49:06 |  | 23:14  |  |
|                                  | 23.° |  | Geovany Jiatz         | Insta-Cofi de Café Quetzal                            | 24:54:55 |  | 29:03  |  |
|                                  | 24.° |  | Jhonathan de León     | Insta-Cofi de Café Quetzal                            | 24:58:26 |  | 32:34  |  |
|                                  |      |  | Dorian Monterroso     | Cable DX-Decorabaños                                  | 24:58:45 |  | 32:53  |  |
|                                  | 26.° |  | Paul Betancourt       | Coopenae Economy Gallo Bikes                          | 25:02:19 |  | 36:27  |  |
|                                  | 27.° |  | Walter Escobar        | Cable DX-Decorabaños                                  | 25:03:34 |  | 37:42  |  |
|                                  | 28.° |  | Alfredo Ajpacaja      | Hino-Pizza Hut-Eurobikes                              | 25:04:11 |  | 38:19  |  |
|                                  | 29.° |  | Eddie Pérez           | Coopenae Economy Gallo Bikes                          | 25:04:31 |  | 38:39  |  |
|                                  | 30.° |  | Róbigzon Oyola        | EPM-UNE                                               | 25:07:30 |  | 41:38  |  |

|  |

## Evolución de las clasificaciones
| Etapa (Vencedor)              | Clasificación general | Clasificación de la montaña | Clasificación metas volantes | Clasificación sub-23 | Clasificación de guatemaltecos | Clasificación por equipos |
| ----------------------------- | --------------------- | --------------------------- | ---------------------------- | -------------------- | ------------------------------ | ------------------------- |
| 1.ª etapa (Gregory Brenes)    | Gregory Brenes        | No se entregó               | No se entregó                | Alder Torres         | Manuel Rodas                   | Movistar Team Continental |
| 2.ª etapa (Byron Guamá)       | Gregory Brenes        | Freddy Montaña              | Róbigzon Oyola               | Alder Torres         | Manuel Rodas                   | Movistar Team Continental |
| 3.ª etapa (Alejandro Serna)   | Alejandro Serna       | Freddy Piamonte             | Róbigzon Oyola               | Walter Escobar       | Walter Escobar                 | Movistar Team Continental |
| 4.ª etapa (Alejandro Padilla) | Róbigzon Oyola        | Freddy Piamonte             | Róbigzon Oyola               | Dorian Monterroso    | Alejandro Padilla              | Cable DX-Decorabaños      |
| 5.ª etapa (Giovanni Báez)     | Giovanni Báez         | Freddy Piamonte             | Róbigzon Oyola               | Eduar Beltrán        | Luis Danilo Marroquin          | EPM-UNE                   |
| 6.ª etapa (Freddy Montaña)    | Giovanni Báez         | Freddy Piamonte             | Róbigzon Oyola               | Eduar Beltrán        | Luis Danilo Marroquin          | EPM-UNE                   |
| 7.ª etapa (Marvin Angarita)   | Giovanni Báez         | Freddy Piamonte             | Dorian Monterroso            | Eduar Beltrán        | Luis Danilo Marroquin          | EPM-UNE                   |
| 8.ª etapa (Marvin Angarita)   | Giovanni Báez         | Freddy Piamonte             | Dorian Monterroso            | Eduar Beltrán        | Luis Danilo Marroquin          | EPM-UNE                   |
| Final                         | Giovanni Báez         | Freddy Piamonte             | Dorian Monterroso            | Eduar Beltrán        | Luis Danilo Marroquin          | EPM-UNE                   |

## Lista de puertos puntuables
Lista de puertos de montaña puntuables en la Vuelta al Mundo Maya y sus respectivos ganadores.
| Etapa | Puertos                       | Altimetría | Categoría | Ganador          |
| 1.ª   | Sin puertos puntuables        |            |           |                  |
| 2.ª   | Alto de los Mangales          | 975 m      | 3.ª       | Freddy Montaña   |
| 2.ª   | Alto el Carrizo               | 875 m      | 3.ª       | Freddy Piamonte  |
| 2.ª   | Alto de Huyus                 | 335 m      | 3.ª       | Róbigzon Oyola   |
| 3.ª   | Mojón 195.5                   | 274 m      | 3.ª       | Eduard Beltrán   |
| 4.ª   | Mojón 195.5                   | 274 m      | 3.ª       | Fredy Colop      |
| 5.ª   | Alto del Ingeniero            | 515 m      | 3.ª       | Freddy Piamonte  |
| 5.ª   | Mojón 187                     | 624 m      | 3.ª       | Alfredo Ajpacaja |
| 5.ª   | Mojón 204                     | 835 m      | 3.ª       | Freddy Piamonte  |
| 5.ª   | Alto de Montaña de Esquipulas | 1120 m     | 2.ª       | Giovanni Báez    |
| 6.ª   | Alto del Ingeniero            | 515 m      | 3.ª       | Omar Mendoza     |
| 6.ª   | Alto el Progreso              | 605 m      | 2.ª       | Omar Mendoza     |
| 6.ª   | Alto Aguas Salobregas         | 794 m      | 2.ª       | Omar Mendoza     |
| 6.ª   | Alto de los Mangales          | 975 m      | 2.ª       | Freddy Montaña   |
| 6.ª   | Alto Gasolineria el Sol       | 1020 m     | 3.ª       | Carlos López     |
| 7.ª   | Alto del Presidente           | 1936 m     | 3.ª       | Freddy Piamonte  |
| 7.ª   | Alto la Calera                | 2405 m     | 3.ª       | Marvin Angarita  |
| 7.ª   | Aldea Chupol                  | 2392 m     | 3.ª       | Marvin Angarita  |
| 7.ª   | Mojón 100                     | 2459 m     | 3.ª       | Marvin Angarita  |
| 8.ª   | Sin puertos puntuables        |            |           |                  |
| ----- | ----------------------------- | ---------- | --------- | ---------------- |

## UCI America Tour
Por pertenecer al UCI America Tour 2012-2013, son otorgados puntos para el certamen. 
| Posición                | 1.ª | 2.ª | 3.ª | 4.ª | 5.ª | 6.ª | 7.ª | 8.ª |
| Clasificación general   | 40  | 30  | 16  | 12  | 10  | 8   | 6   | 3   |
| Por etapa               | 8   | 5   | 2   |     |     |     |     |     |
| Líder general por etapa | 4   |     |     |     |     |     |     |     |

| Ciclista           | Equipo                    | Puntos por la clasificación final | Puntos de etapa | Puntos de líder | Total |
| ------------------ | ------------------------- | --------------------------------- | --------------- | --------------- | ----- |
| Giovanni Báez      | EPM-UNE                   | 40                                | 8               | 12              | 60    |
| Alejandro Serna    | Movistar Team Continental | 30                                | 8               | 4               | 42    |
| Gregory Brenes     | Movistar Team Continental | 10                                | 8               | 8               | 26    |
| Freddy Montaña     | Movistar Team Continental | 12                                | 13              |                 | 25    |
| Freddy Piamonte    | EPM-UNE                   | 16                                | 5               |                 | 21    |
| Marvin Angarita    | Movistar Team Continental |                                   | 16              |                 | 16    |
| Byron Guamá        | Movistar Team Continental |                                   | 15              |                 | 15    |
| Róbigzon Oyola     | EPM-UNE                   |                                   | 5               | 4               | 9     |
| José Ramón Aguirre | Canel's Turbo             |                                   | 9               |                 | 9     |
| Alejandro Padilla  | Hino-Pizza Hut            |                                   | 8               |                 | 8     |

| Posiciones del 11º al 20º | Posiciones del 11º al 20º    | Posiciones del 11º al 20º         | Posiciones del 11º al 20º | Posiciones del 11º al 20º | Posiciones del 11º al 20º |
| Ciclista                  | Equipo                       | Puntos por la clasificación final | Puntos de etapa           | Puntos de líder           | Total                     |
| ------------------------- | ---------------------------- | --------------------------------- | ------------------------- | ------------------------- | ------------------------- |
| Marconi Durán             | Coopenae Economy Gallo Bikes | 6                                 | 2                         |                           | 8                         |
| Eduar Beltrán             | EPM-UNE                      | 8                                 |                           |                           | 8                         |
| Luis Álvarez              | Empacadora San Marcos        |                                   | 5                         |                           | 5                         |
| Ramiro Rincón             | EPM-UNE                      |                                   | 5                         |                           | 5                         |
| Julio Padilla             | Cable DX-Decorabaños         |                                   | 5                         |                           | 5                         |
| Carlos López              | Canel's Turbo                | 3                                 |                           |                           | 3                         |
| Alfredo Ajpacajá          | Hino-Pizza Hut               |                                   | 2                         |                           | 2                         |
| Walter Escobar            | Cable DX-Decorabaños         |                                   | 2                         |                           | 2                         |
| Dorian Monterroso         | Cable DX-Decorabaños         |                                   | 2                         |                           | 2                         |
| José Adrián Bonilla       | Coopenae Economy Gallo Bikes |                                   | 2                         |                           | 2                         |

### Clasificación por equipos
- Nota:Sólo se computan equipos registrados en la Unión Ciclista Internacional como equipos continentales.

Los equipos que obtuvieron puntos fueron los siguientes:
| Equipo                    | Puntos |
| ------------------------- | ------ |
| Movistar Team Continental | 124    |
| EPM-UNE                   | 103    |

### Clasificación por países
Los países que obtuvieron puntos fueron los siguientes:
| País       | Puntos |
| ---------- | ------ |
| Colombia   | 186    |
| Costa Rica | 36     |
| Guatemala  | 19     |
| México     | 17     |
| Ecuador    | 15     |